# Digitivalva
Digitivalva là một chi bướm đêm thuộc họ Acrolepiidae.

## Các loài
The following species are classified:
- Digitivalva arnicella Heyden, 1863
- Digitivalva eglanteriella Mann, 1855
- Digitivalva falkneri Amsel, 1974
- Digitivalva granitella Treitschke, 1833
- Digitivalva macedonica Klimesch, 1956
- Digitivalva minima Gibeaux, 1987
- Digitivalva occidentella Klimesch, 1956
- Digitivalva orientella Klimesch, 1956
- Digitivalva pappella Walsingham, 1907
- Digitivalva perlepidella Stainton, 1849
- Digitivalva peyrierasi Gibeaux, 1987
- Digitivalva pulicariae Klimesch, 1956
- Digitivalva reticulella Hübner, 1796
- Digitivalva solidaginis Staudinger, 1859
- Digitivalva valeriella Snellen, 1878
- Digitivalva viettei Gibeaux, 1987
- Digitivalva wolfschlaegeri Klimesch, 1956